# Jan II Zygmunt Zápolya

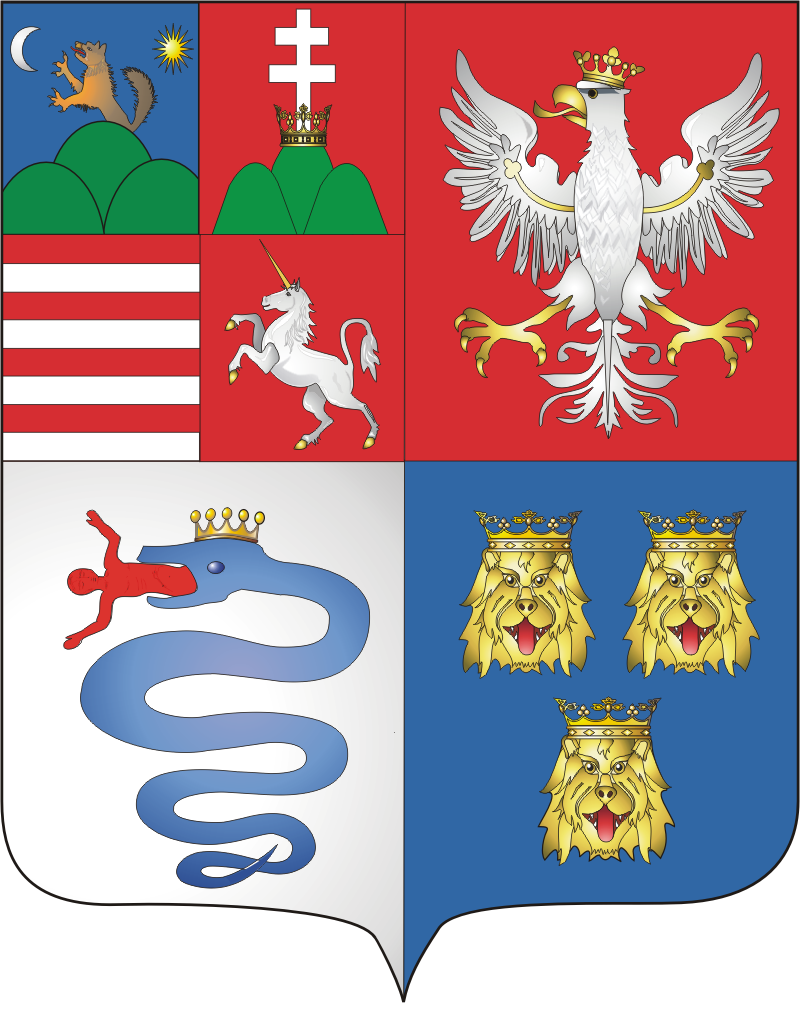
Herb Jana II Zygmunta

Jan Zygmunt (ur. 7 lipca 1540 w Budzie, zm. 14 marca 1571 w Gyulafehérvár, obecnie Alba Iulia) – pierwszy książę Siedmiogrodu, antykról Węgier w latach 1559–1571.
Syn króla węgierskiego, Jana Zápolyi oraz Izabeli Jagiellonki, córki króla Polski Zygmunta I Starego. Już w 1540 roku, na zgromadzeniu narodowym w Rákos, wybrano go następcą tronu jako Jana II, ale nie koronowano. Jego władza obejmowała wschodnie rejony kraju.
25 maja 1541 roku, prawdopodobnie na skutek wstawiennictwa Roksolany, sułtan Sulejman Wspaniały przekazał Siedmiogród Janowi Zygmuntowi – swemu „przybranemu synowi”. W jego imieniu do 1551 roku władzę w Siedmiogrodzie sprawował brat Jerzy Martinuzzi (węg. Martinuzzi Fráter György) – biskup Wielkiego Waradynu (obecnie Oradea), a następnie przeszła ona w ręce Izabeli, która sprawowała władzę aż do swojej śmierci w 1559 roku. Jan II Zygmunt był wykształconym człowiekiem, mówił ośmioma językami, był miłośnikiem książek, finansował pobyt Bálinta Bakfarka w Siedmiogrodzie.

## Swoboda wyznania
Jan Zygmunt był wychowywany jako katolik. Pod wpływem swojego lekarza nadwornego, Jerzego Blandraty, przeszedł na luteranizm, a następnie na kalwinizm. W dorosłym życiu znaczny wpływ wywarł na niego Ferenc Dávid, który przyczynił się do tego, że Jan Zygmunt zmarł jako unitarianin. Istotnym posunięciem władcy było ogłoszenie wolności wyznania, do czego doszło w 1568 roku, podczas zgromadzenia narodowego w Turda. W ten sposób reformacja w Siedmiogrodzie umocniła się i uformował się system czterech akceptowanych wyznań, w którym katolicy, luteranie, kalwini i unitarianie mieli taki sam status.

## Umocnienie Księstwa Siedmiogrodzkiego

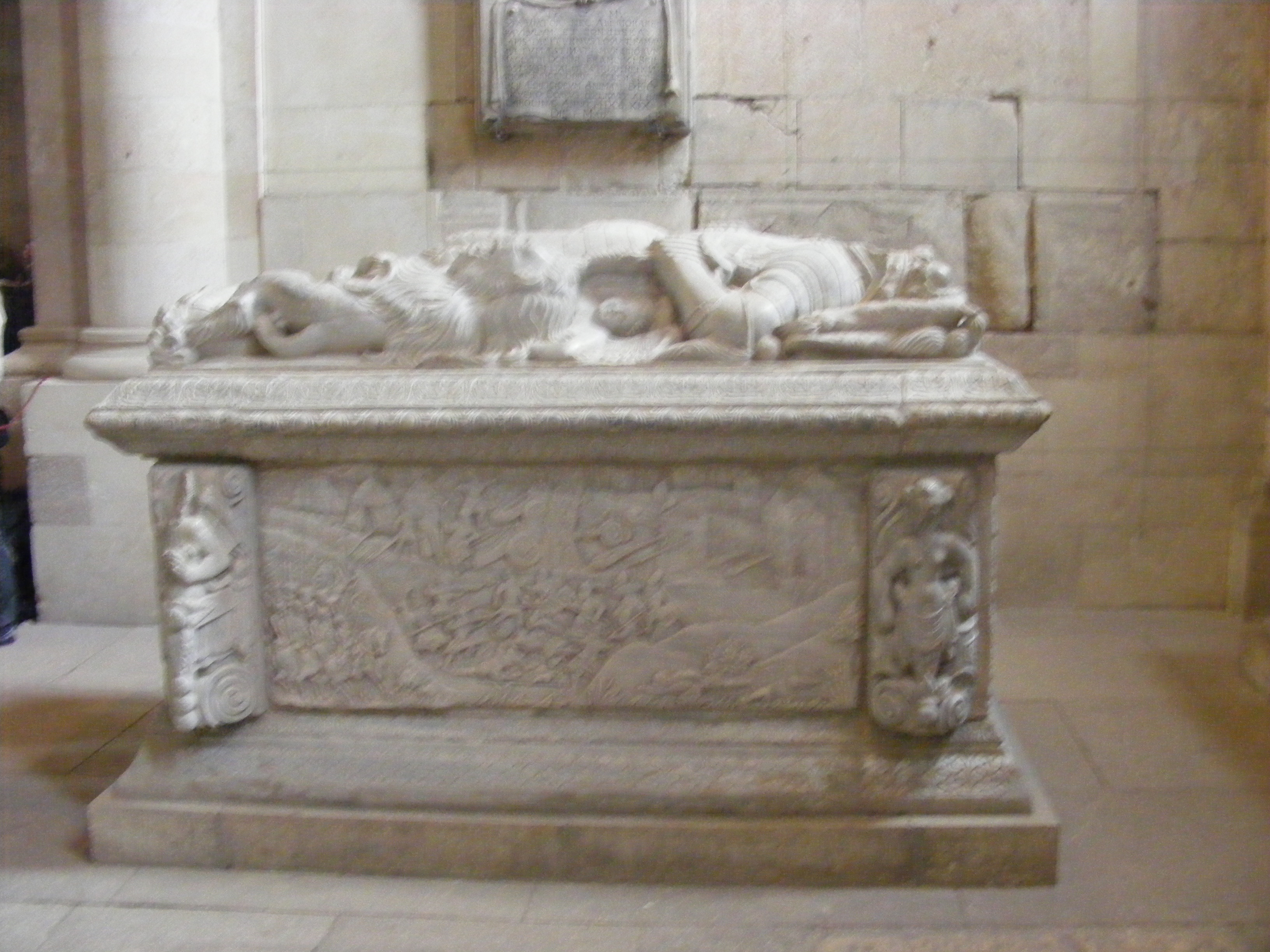
Sarkofag Jana II Zygmunta Zápolyi w katedrze św. Michała w Alba Julia

W 1562 roku doszło do krwawego stłumienia buntu Seklerów. W 1566 roku Jan Zygmunt otrzymał od sułtana Sulejmana dokument-przymierze (węg. szövetség-levél), który dawał mieszkańcom Siedmiogrodu prawo do swobodnego wyboru władcy. Na mocy układu w Spirze z 1570 roku Jan Zygmunt zrzekł się tytułu królewskiego i jako pierwszy używał tytułu księcia Siedmiogrodu. Kształtował się kierunek polityki zagranicznej, zgodnie z którym Siedmiogród tylko wówczas mógł żyć w pokoju, jeśli będzie tolerować „przyjaźń” zarówno Habsburgów, jak i Turków (polityka lawirowania między Habsburgami a sułtanem). Za panowania Jana Zygmunta ukształtował się zasięg wpływów władzy książęcej w Siedmiogrodzie. Językiem prawodawstwa był język węgierski.
Jan Zygmunt zmarł 14 marca 1571 roku, w cztery dni po ratyfikacji układu w Spirze. Wraz z jego śmiercią wymarł ród Zápolyich.

## Wywód rodowy
| 4. Stefan Zápolya     |  |                        |  |  |                           |
|                       |  | 2. Jan Zápolya         |  |  |                           |
| 5. Jadwiga cieszyńska |  |                        |  |  |                           |
|                       |  |                        |  |  | 1. Jan II Zygmunt Zápolya |
| 6. Zygmunt I Stary    |  |                        |  |  |                           |
|                       |  | 3. Izabela Jagiellonka |  |  |                           |
| 7. Bona Sforza        |  |                        |  |  |                           |
|                       |  |                        |  |  |                           |